# 青のすみか
『青のすみか』（英: Where Our Blue Is）は、日本のシンガーソングライター・キタニタツヤのEP、またその一曲目に収録されている楽曲。2023年7月19日にMASTERSIX FOUNDATIONから発売された。

## 背景とリリース
『スカー』以来となる2作目のEPである。
表題曲であるTVアニメ『呪術廻戦 懐玉・玉折』OPテーマ「青のすみか」や、ボカロP・Mizoreが編曲に参加した「素敵なしゅうまつを！」のほか、2023年6月にリリースしたデジタルEP『LOVE: AMPLIFIED』収録曲「ラブソング feat. Eve」のセルフカバーバージョンなど全4曲を収録。
初回生産限定盤と通常盤の2形態で発売された。初回生産限定盤には、2022年10月15日にZepp DiverCity(TOKYO)にて開催されたワンマンツアー"UNKNOT / REKNOT"の東京公演の模様が収録されたBlu-rayが付属する。
| 形態           | 規格       | 規格品番      |
| -------------- | ---------- | ------------- |
| 初回生産限定盤 | CD+Blu-ray | SRCL-12546～7 |
| 通常盤         | CD         | SRCL-12548    |

## 収録内容
| 全作詞・作曲: キタニタツヤ。 |                               |              |              |                      |      |
| #                            | タイトル                      | 作詞         | 作曲・編曲   | 編曲                 | 時間 |
| 1.                           | 「青のすみか」                | キタニタツヤ | キタニタツヤ | キタニタツヤ         | 3:17 |
| 2.                           | 「素敵なしゅうまつを!」       | キタニタツヤ | キタニタツヤ | Mizore, キタニタツヤ | 3:11 |
| 3.                           | 「ラブソング (cover)」        | キタニタツヤ | キタニタツヤ | キタニタツヤ         | 2:45 |
| 4.                           | 「青のすみか - Instrumental」 | キタニタツヤ | キタニタツヤ | キタニタツヤ         | 3:17 |
| 合計時間:                    | 合計時間:                     | 合計時間:    | 12:30        |                      |      |

| #   | タイトル                                                 | 作詞 | 作曲・編曲 |
| --- | -------------------------------------------------------- | ---- | ---------- |
| 1.  | 「Rapport」                                              |      |            |
| 2.  | 「悪魔の踊り方」                                         |      |            |
| 3.  | 「PINK」                                                 |      |            |
| 4.  | 「夢遊病者は此岸にて」                                   |      |            |
| 5.  | 「人間みたいね」                                         |      |            |
| 6.  | 「愛のけだもの」                                         |      |            |
| 7.  | 「冷たい渦」                                             |      |            |
| 8.  | 「芥の部屋は錆色に沈む」                                 |      |            |
| 9.  | 「デマゴーグ」                                           |      |            |
| 10. | 「波に名前をつけること、僕らの呼吸に終わりがあること。」 |      |            |
| 11. | 「君が夜の海に還るまで」                                 |      |            |
| 12. | 「ちはる」                                               |      |            |
| 13. | 「プラネテス」                                           |      |            |
| 14. | 「スカー」                                               |      |            |
| 15. | 「軽忽な救済を待つ醜さには一片の夾竹桃を」               |      |            |
| 16. | 「タナトフォビア」                                       |      |            |
| 17. | 「それでも僕らの呼吸は止まない」                         |      |            |
| 18. | 「聖者の行進」                                           |      |            |

## 楽曲解説
青のすみか
本作のリード・トラック。2023年7月7日に先行配信された。疾走感のある激しいギターロックチューンとなっている。ミュージック・ビデオは2023年7月13日にYouTube上で公開された。MVは自身初となる海外ロケで、ドバイ（アラブ首長国連邦）の砂漠にて撮影が行われた。
楽曲は"青春時代特有の別れ"をコンセプトとしている。楽曲制作にあたり、キタニはアニメ制作側から「青春時代をテーマにした爽やかな印象の曲を」というオファーを受けたが、『呪術廻戦』がダークファンタジーで重いテーマを扱うことから、そのバランスが難しかった、と述べている。曲の一部に学校のチャイム（ウェストミンスターの鐘）のフレーズが使用されている。
Billboard JAPANではHOT 100、Download Songs、Streaming Songsで週間2位を記録した。
素敵なしゅうまつを!
編曲にはボカロPであるMizoreが参加している。ミュージック・ビデオは8月26日の「YouTube Music Weekend」にて公開された。プロデュース／演出はテレビ東京のプロデューサーである大森時生が担当した。
ラブソング (cover)
デジタルEP『LOVE: AMPLIFIED』収録曲「ラブソング feat. Eve」のセルフカバー。キーがひとつ下げられている。

## タイアップ
| 年     | 楽曲       | タイアップ                              |
| ------ | ---------- | --------------------------------------- |
| 2023年 | 青のすみか | TVアニメ『呪術廻戦 懐玉・玉折』OPテーマ |

## クレジット
All songs written by キタニタツヤ
All songs mastered by 酒井秀和　(Sony Music Studios Tokyo)
青のすみか
- Arrangement：キタニタツヤ
- Drums：比田井修
- Piano：平畑徹也
- All Other Instruments：キタニタツヤ
- Mix：照内紀雄

素敵なしゅうまつを！
- Arrangement：Mizore, キタニタツヤ
- Bass：キタニタツヤ
- All Other Instruments：Mizore
- Mix：浦本雅史

ラブソング (cover)
- Arrangement & All Instruments：キタニタツヤ
- Mix：浦本雅史

## Acoustic ver.
「青のすみか (Acoustic ver.)」（あおのすみか アコースティック バージョン）は、日本のシンガーソングライター・キタニタツヤの楽曲。2025年5月30日に配信限定シングルとしてリリースされた。 当楽曲は、映画『劇場版総集編 呪術廻戦 懐玉・玉折』の主題歌として使用されている。
青春という観念が持つ相反する２つのイメージを「青」と一つの言葉で表したのが「青のすみか」(原曲)だが、それに対し当楽曲は、また違った表情を「青のすみか」に与えられるように努力したとコメントしている。
また、当楽曲は6月2日の『CDTVライブ!ライブ!』にてテレビ初披露となった。

## THE FIRST TAKE
「青のすみか – From THE FIRST TAKE」（あおのすみか - フロム ザ ファーストテイク）は、日本のシンガーソングライター・キタニタツヤの楽曲。配信限定シングルとして2023年9月13日にリリースされた。
音源は、2023年8月4日にYouTubeチャンネル「THE FIRST TAKE」にて歌唱されたものである。
2023年9月13日に、「プラネテス – From THE FIRST TAKE」と共にリリースされた。

## カバー
- Afterglow［美竹蘭（佐倉綾音）］ - 2024年3月17日にゲーム『バンドリ! ガールズバンドパーティ!』に追加収録。